# Jaume Ponç (esgrima)

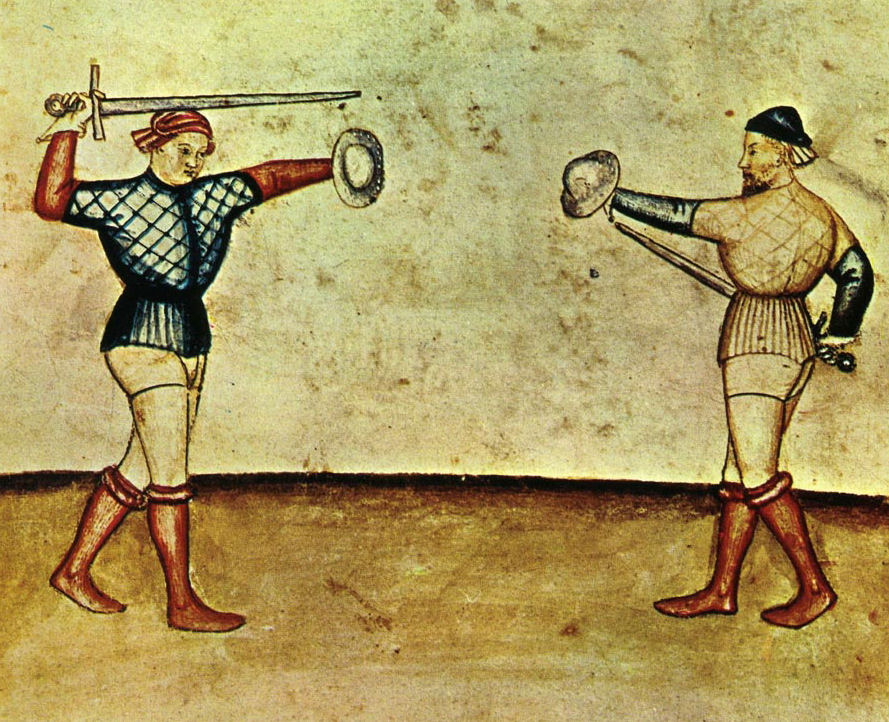
Lucha con espada y broquer.

Jaume Ponç fue un maestro de esgrima de Mallorca establecido en Perpiñán. Está reconocido como autor de un tratado de esgrima publicado en Perpiñán en 1474.

## Nombre
El nombre del maestro Ponç se presenta de varias maneras: Jacobus Pons, Jayme Pons, Jaime Ponz, Jaime Pons, Jaime Ponce... Algunos autores lo denominan Joan o "Juan", en castellano.

## Obra

### Título
El Enciclopèdia Catalana propone como título de la obra “La verdadera esgrima e el arte de esgrimir”. En cuanto a la fecha indica en 1472.

### Contenido
A pesar de que el tratado Jaume Ponç consta como desaparecido (de momento y desde hace unos doscientos años), algunos estudiosos del tema lo han podido reconstruir, hasta cierto punto, documentando la materia de su obra. Esto ha sido posible analizando algunas obras posteriores que citan aspectos del libro del maestro Ponç.
El principal documento sobre el tema es References to the fencing treatise of Jaime Pons de Perpiñan, de Tim Rivera.
- Armas consideradas: espada, espadín y broquer, espada de dos manos, lanza, puñal y dall.[3]
- Accesorios: El uso de la capa como recurso de defensa y ataque. Una piedra lanzada al oponente para distraerlo.[4]

…siendo cierto, que en este pensamiento siguió imitando a Iayme Pons, que primero que otro dixo, que hallándose el diestro con arma desigual (en lo menor) a la de su contrario, que lleve consigo vna piedra,ó vn puñal,y haga que se la tira dos,ó tres vezes, y que se la tire a las piernas, o pies, y luego con presteza arremeta detràs de la piedra ò puñal, y lo hallarà turbado, y le podrà herir…
Nueva ciencia y filosofia de la destreza de las armas, su teorica y practica. Luís Pacheco de Narváez. Pàgina 563.

### Léxico
La obra de Jaume Ponç estaba escrita en catalán. Su recuperación supondría el reencuentro de un léxico tradicional catalán de esgrima solo intuido en comentarios posteriores. Pacheco de Narváez menciona las acciones “roda” y “contraroda”, que son catalanismos evidentes.

## Documentos

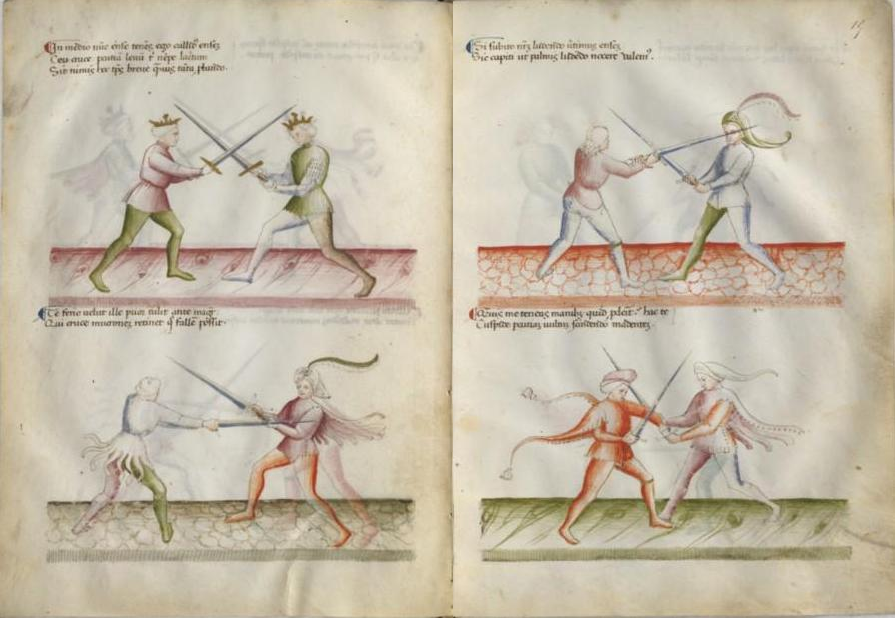
Imágenes de lucha con espadas de dos manos.

La documentación sobre Jaume Ponç es escasa y la mayoría de referencias son indirectas. La que se expone a continuación es una relación cronológica de las fuentes más importantes.
- 1466. Jacobi Pons. "...discipulus olim venerabilium magistorum Jacobi Pons ville Perpiniani..."[6]
- 1618. Luís Pacheco de Narváez.
  - Carta al duque de Cea[7]
  - Engaño Y Desengaño de los Errores que se han querido introducir en la destreza de las armas.[8]
  - Nueva ciencia y filosofía de la destreza de las armas, su teórica y practica... : Iayme Pons (Página 563).
- 1670. Giuseppe Morsicato Pallavicini. La scherma illustrata .[9]

ll primo, che trovo havere scritto di quesa lodevole professione , è Giaime Ponz di Perpignano di Maiorica, il quale impresse il suo libro l'anno del Signore 1474, che fu sommamente stimato. Poi fu Pietro dela Torre, di Natione Spagnola, che fiori parimente nell’istesso tempo; ritrovando stampato il suo libro nel medesimo anno del 1474.
Giuseppe Morsicato Pallavicini

- 1696. Nicolas Antonio.[10]

Carta al Duque de Cea , diziendo su parecer acerca del libro de Geronimo de Carranza, de Madrid en quatro de Maio de MDCXVIII in 8. In hac epistola Ioannis Pons Perpinianensis meminit, hujus artis , antequam Carranza monumentis suis eam illustraret, centum & triginta quinque integris annis scriptorem...
Nicolas Antonio

- 1836. Fèlix Torres Amat. Memorias para ayudar a formar un diccionario critico de los escritores catalanes y dar alguna idea de la antigua y moderna literatura de Cataluña.[11]
- 1885. Egerton Castle. Schools and Masters of Fencing: From the Middle Ages tono the Eighteenth Century[12]
  - La cita de Egerton Castle es corta, pero introduce la variante "Pona" en el apellido: "JAYME (Jaume oro Jacobus) PONS (oro PONA) de Majorca. Perpiñan. 1474".

- 1891. Enrique de Leguina. Bibliografía e historia de la esgrima española. Repite los datos proporcionados por Egerton Castle.[13]
- 1931. Julián Zarco Cuevas. En el Catálogo de los manuscritos catalanes, valencianos, gallegos y portugueses de la biblioteca del Escorial, indicó la obra de Jaume Ponç como manuscrito desaparecido.[14]

239. Maestro Ponce. Arte de esgrima, en lengua lemosina, con hermosas figuras y letras de oro. v. D. 1. 1. P. 9. Ms. H. I. 5, fols. 176 v. y 207 r.
Catálogo de los manuscritos catalanes, valencianos, gallegos y portugueses de la biblioteca de El Escorial / Fr. Julián Zarco Cuevas. Pàgina 164.